# Coppa Italia di Serie A2/A3 2020-2021
La Coppa Italia di Serie A2/A3 2020-2021 si è svolta dal 10 febbraio all'11 marzo 2021: al torneo hanno partecipato otto squadre di club italiane e la vittoria finale è andata per la seconda volta consecutiva all'Olimpia Bergamo.

## Regolamento
La formula del torneo ha previsto quarti di finale, semifinali e finale, giocate in gara unica.

## Squadre partecipanti
| Squadra              | Qualificazione                                          |
| -------------------- | ------------------------------------------------------- |
| Atlantide Brescia    | 5ª al girone di andata Serie A2 2020-21                 |
| Cuneo                | 4ª al girone di andata Serie A2 2020-21                 |
| Impavida Ortona      | 3ª al girone di andata Serie A2 2020-21                 |
| Olimpia Bergamo      | 1ª al girone di andata Serie A2 2020-21                 |
| Olimpia SBV Galatina | 1ª al girone di andata Serie A3 2020-21 (girone blu)    |
| Prisma Taranto       | 2ª al girone di andata Serie A2 2020-21                 |
| Porto Viro           | 1ª al girone di andata Serie A3 2020-21 (girone bianco) |
| Tricolore            | 6ª al girone di andata Serie A2 2020-21                 |

## Torneo

### Tabellone
|  | Quarti di finale | Quarti di finale     | Quarti di finale |  |     | Semifinali      | Semifinali | Semifinali |  |     | Finale          | Finale     | Finale |
|  |                  |                      |                  |  |     |                 |            |            |  |     |                 |            |        |
|  | 1A2              | Olimpia Bergamo      | 3                |  |     |                 |            |            |  |     |                 |            |        |
|  | 1A2              | Olimpia Bergamo      | 3                |  |     |                 |            |            |  |     |                 |            |        |
|  | 1A3bl            | Olimpia SBV Galatina | 0                |  |     |                 |            |            |  |     |                 |            |        |
|  | 1A3bl            | Olimpia SBV Galatina | 0                |  | 1A2 | Olimpia Bergamo | 3          |            |  |     |                 |            |        |
|  |                  |                      |                  |  | 1A2 | Olimpia Bergamo | 3          |            |  |     |                 |            |        |
|  |                  |                      |                  |  |     | 4A2             | Cuneo      | 1          |  |     |                 |            |        |
|  | 4A2              | Cuneo                | 3                |  |     | 4A2             | Cuneo      | 1          |  |     |                 |            |        |
|  | 4A2              | Cuneo                | 3                |  |     |                 |            |            |  |     |                 |            |        |
|  | 5A2              | Atlantide Brescia    | 2                |  |     |                 |            |            |  |     |                 |            |        |
|  | 5A2              | Atlantide Brescia    | 2                |  |     |                 |            |            |  | 1A2 | Olimpia Bergamo | 3          |        |
|  |                  |                      |                  |  |     |                 |            |            |  | 1A2 | Olimpia Bergamo | 3          |        |
|  |                  |                      |                  |  |     |                 |            |            |  |     | 1A3bi           | Porto Viro | 0      |
|  | 3A2              | Impavida Ortona      | 1                |  |     |                 |            |            |  |     | 1A3bi           | Porto Viro | 0      |
|  | 3A2              | Impavida Ortona      | 1                |  |     |                 |            |            |  |     |                 |            |        |
|  | 6A2              | Tricolore            | 3                |  |     |                 |            |            |  |     |                 |            |        |
|  | 6A2              | Tricolore            | 3                |  | 6A2 | Tricolore       | 1          |            |  |     |                 |            |        |
|  |                  |                      |                  |  | 6A2 | Tricolore       | 1          |            |  |     |                 |            |        |
|  |                  |                      |                  |  |     | 1A3bi           | Porto Viro | 3          |  |     |                 |            |        |
|  | 2A2              | Prisma Taranto       | 2                |  |     | 1A3bi           | Porto Viro | 3          |  |     |                 |            |        |
|  | 2A2              | Prisma Taranto       | 2                |  |     |                 |            |            |  |     |                 |            |        |
|  | 1A3bi            | Porto Viro           | 3                |  |     |                 |            |            |  |     |                 |            |        |
|  | 1A3bi            | Porto Viro           | 3                |  |     |                 |            |            |  |     |                 |            |        |

### Risultati

#### Quarti di finale
| 10 febbraio 2021 Palazzetto Pozzoni, Cisano Bergamasco Durata: 1h:11 - Spettatori: ? | Olimpia Bergamo | 3 - 0 | Olimpia SBV Galatina | 25-11, 25-12, 25-21               |
| 10 febbraio 2021 PalaCastagnaretta, Cuneo Durata: 2h:06 - Spettatori: ?              | Cuneo           | 3 - 2 | Atlantide Brescia    | 28-26, 23-25, 26-28, 25-11, 15-13 |
| 10 febbraio 2021 Palasport Comunale, Ortona Durata: 1h:54 - Spettatori: ?            | Impavida Ortona | 2 - 3 | Tricolore            | 14-25, 25-18, 25-22, 15-25, 9-15  |
| 10 febbraio 2021 PalaMazzola, Taranto Durata: 1h:46 - Spettatori: ?                  | Prisma Taranto  | 1 - 3 | Porto Viro           | 26-24, 21-25, 19-25, 24-26        |

#### Semifinali
| 24 febbraio 2021 Palazzetto Pozzoni, Cisano Bergamasco Durata: 1h:49 - Spettatori: ? | Olimpia Bergamo | 3 - 1 | Cuneo      | 25-15, 25-27, 25-19, 25-21 |
| 24 febbraio 2021 PalaBigi, Reggio Emilia Durata: 1h:40 - Spettatori: ?               | Tricolore       | 1 - 3 | Porto Viro | 25-22, 20-25, 24-26, 20-25 |

#### Finale
| 11 marzo 2021 Palazzetto Pozzoni, Cisano Bergamasco Durata: 1h:17 - Spettatori: ? | Olimpia Bergamo | 3 - 0 | Porto Viro | 25-21, 25-21, 25-10 |